# تسمم بالقصدير
يُشير التسمم بالقصدير(1) إلى التأثيرات السامة للقصدير ومركباته. تُعتبر حالات التسمم بمعدن القصدير وأكاسيده وأملاحه غير معروفةٍ تقريبًا؛ ولكنَّ بعض مركبات القصدير العضوي تكون سامةً مثل السيانيد.

## علم الأحياء وعلم السموم
لا يُوجد دورٌ حيويٌ معروفٌ للقصدير في الكائنات الحية. وأيضًا لا يمتص بسهولةٍ من قبل الحيوانات والبشر. ترتبط السمية المنخفضة للقصدير بالاستخدام الواسع له في أواني الطعام والأطعمة المعلبة. وُثق حدوث غثيانٍ وقيءٍ وإسهال بعد تناول طعامٍ معلبٍ يحتوي على 200 ملغم/كغم من القصدير. وجهت هذه الملاحظة، على سبيل المثال، وكالة معايير الغذاء في المملكة المتحدة إلى اقتراح حدٍ أعلى يصل إلى 200 ملغم/كغم من القصدير. أظهرت دراسةٌ أنَّ 99.5% من علب الطعام الخاضعة للرقابة تحتوي على القصدير بكميةٍ أقل من هذا المستوى. وعلى الرغم من ذلك، إلا أنه قد تحتوي العلب الصفيحية غير المُطلية مع الأطعمة ذات الرقم الهيدروجيني المُنخفض، مثل الفواكه والخضروات المخللة، على تركيزاتٍ عاليةٍ من القصدير.
تعتمد التأثيرات السامة لمركبات القصدير على التداخل مع أيض الحديد والنحاس. فمثلًا، يؤثر القصدير على الهيم والسيتوكروم بي450 ويُقلل من فعاليتهما.
قد تكون مركبات القصدير العضوي شديدة السُمية. يُعتبر المركب ثلاثي الألكلة (Tri-n-alkyltins) سامًا للنبات [الإنجليزية]، وقد يكون مبيدًا قويًا للجراثيم والفطريات، وذلك اعتمادًا على المجموعات العضوية. تستعمل مركبات القصدير العضوية الأخرى مبيدًا للعناكب. يستعمل ثلاثي بوتيل القصدير (TBT) بشكلٍ واسعٍ في الدهانات البحرية المُضادة للاتساخ، حتى توقف استعمالها في القوارب الترفيهية؛ بسبب المخاوف حول سميتها البحرية على المدى الطويل في المناطق عالية الحركة مثل المراسي مع أعدادٍ كبيرةٍ من القوارب الثابتة.

## الهوامش
- «1»: القَصْدِير هو عنصر كيميائي له الرمز Sn والعدد الذرّي 50؛ ويقع في الجدول الدوري في مجموعة الكربون (مجموعة العناصر الرابعة عشرة؛ أو المجموعة الرابعة وفق ترقيم المجموعات الرئيسية)، ويُصنَّف من الفلزات بعد الانتقالية.